# IZombie/Episodenliste
Diese Episodenliste enthält alle Episoden der US-amerikanischen Dramedy iZombie, sortiert nach der US-amerikanischen Erstausstrahlung. Zwischen 2015 und 2019 entstanden in fünf Staffeln insgesamt 71 Episoden mit einer Länge von jeweils etwa 42 Minuten.

## Übersicht
| Staffel | Episodenanzahl | Erstausstrahlung USA | Erstausstrahlung USA | Deutschsprachige Erstausstrahlung | Deutschsprachige Erstausstrahlung |
| Staffel | Episodenanzahl | Staffelpremiere      | Staffelfinale        | Staffelpremiere                   | Staffelfinale                     |
| ------- | -------------- | -------------------- | -------------------- | --------------------------------- | --------------------------------- |
| 1       | 13             | 17. März 2015        | 9. Juni 2015         | 13. August 2015                   | 19. Oktober 2015                  |
| 2       | 19             | 6. Oktober 2015      | 12. April 2016       | 2. Juni 2016                      | 6. Oktober 2016                   |
| 3       | 13             | 4. April 2017        | 27. Juni 2017        | 19. Oktober 2017                  | 28. Dezember 2017                 |
| 4       | 13             | 26. Februar 2018     | 28. Mai 2018         | 20. September 2018                | 13. Dezember 2018                 |
| 5       | 13             | 2. Mai 2019          | 1. August 2019       | 27. Februar 2020                  | 2. April 2020                     |

## Staffel 1
Die Erstausstrahlung der ersten Staffel war vom 17. März bis zum 9. Juni 2015 auf dem US-amerikanischen Fernsehsender The CW zu sehen. Die deutschsprachige Erstausstrahlung sendete der deutsche Free-TV-Sender sixx vom 13. August bis zum 29. Oktober 2015.
| Nr. (ges.) | Nr. (St.) | Deutscher Titel                                         | Originaltitel                            | Erstausstrahlung USA | Deutschsprachige Erstausstrahlung (D) | Regie          | Drehbuch                                    | Quoten (USA) |
| --- | --------- | ------------------------------------------------------- | ---------------------------------------- | -------------------- | ------------------------------------- | -------------- | ------------------------------------------- | ------------ |
| 1 | 1         | Willkommen im Leben nach dem Tod                        | Pilot                                    | 17. März 2015        | 13. Aug. 2015                         | Rob Thomas     | Rob Thomas & Diane Ruggiero-Wright          | 2,286 Mio.   |
| Als Detective Babineaux in der Gerichtsmedizin die Leiche einer jungen Frau identifizieren will, hat Liv als Zombie Visionen von dem verspeisten Gehirn, die bei der Identifizierung der Toten helfen. Liv gibt vor, ein Medium zu sein und hilft Babineaux bei den Ermittlungen. Gemeinsam finden sie heraus, dass das Mädchen eine Prostituierte war. Livs Visionen und weitere Untersuchungen führen zu einem Polizisten in Babineauxs Abteilung. Gemeinsam retten Liv und Babineaux zwei weitere Prostituierte, die der korrupte Polizist entführt hatte. Als dieser mit seinem Auto zu entkommen droht, versucht Liv ihn stoppen. Der Polizist schießt jedoch auf sie. Daraufhin bekommt Liv weitere Zombiekräfte, kann sein Auto von der Straße abbringen und ist kurz davor ihn lebendig zu essen, doch Babineaux taucht auf und hält sie dadurch davon ab. |           |                                                         |                                          |                      |                                       |                |                                             |              |
| 2 | 2         | Ein zweiter Zombie                                      | Brother, Can You Spare a Brain?          | 24. März 2015        | 13. Aug. 2015                         | John Kretchmer | Diane Ruggiero-Wright                       | 1,990 Mio.   |
| Liv erhält die malerischen Fähigkeiten eines ermordeten Künstlers und hilft Clive den Fall zu lösen. Sie trifft auf einen anderen Zombie namens Blaine DeBeers. Dieser ist unbeabsichtigt für Livs Verwandlung verantwortlich. Er fragt Liv, ob sie ihn mit Gehirnen versorgen kann, aber Liv fängt an ihm zu misstrauen, da er ein Drogendealer war und sie ihn mit anderen Drogendealern sieht. Blaine infiziert eine Frau, die er in einer Bar getroffen hat. |           |                                                         |                                          |                      |                                       |                |                                             |              |
| 3 | 3         | Der soziopathische Happen                               | The Exterminator                         | 31. März 2015        | 20. Aug. 2015                         | Michael Fields | Graham Norris & Lee Arcuri Idee: Rob Thomas | 1,808 Mio.   |
| Nachdem Liv das Gehirn eines soziopathischen Auftragskillers gegessen hat, fällt sie moralisch fragwürdige Entscheidungen. Sie mischt sich einerseits in Peytons Fall bei Gericht ein und andererseits macht sie Clives Ermittlungen schlecht. Inzwischen finden Liv und Ravi einen versteckten Zombie, der zufällig Livs Arbeitskollegin Marcy war. Da Marcy über Monate keine Nahrung zu sich genommen hat, ist sie zu einem Standard-Zombie geworden und erkennt Liv nicht. Ravi versucht, indem er Marcy Essen gibt, ein Heilmittel für Liv zu finden. Blaine setzt seine Mordserie in Seattle fort und tötet einen Freund von Major. |           |                                                         |                                          |                      |                                       |                |                                             |              |
| 4 | 4         | Vertrauen ist gut, Kontrolle ist besser                 | Liv and Let Clive                        | 7. Apr. 2015         | 27. Aug. 2015                         | John Kretchmer | Kit Boss                                    | 1,767 Mio.   |
| In ihrer neusten Vision sieht Liv, wie Clive scheinbar brutal ein Bandenmitglied angreift und sie vermutet, dass er korrupt ist. Es stellt sich heraus, dass er in ihrer Vision undercover war und das Opfer ist jemand, der im Zeugenschutzprogramm gewesen ist. Währenddessen verdient Blaine sein Geld, indem er Gehirne an Menschen verkauft, die er selbst in Zombies verwandelt hat. Blaine tötet zwei seiner Männer, die ohne ihn selbstständig Gehirne verkaufen wollten. |           |                                                         |                                          |                      |                                       |                |                                             |              |
| 5 | 5         | Flug der lebenden Toten                                 | Flight of the Living Dead                | 14. Apr. 2015        | 3. Sep. 2015                          | David Warren   | Deirdre Mangan                              | 1,846 Mio.   |
| Beim Fallschirmspringen stirbt Holly White. Einer der Überlebenden beschuldigt einen der Gruppe, sich vor dem Absprung seltsam verhalten zu haben und er behauptet, dass es sich nicht um einen Unfall gehandelt hat. Das Opfer war eine Freundin von Liv. Um die Wahrheit ans Licht zu bringen, isst Liv Hollys Gehirn. Da es sich offiziell um eine Unfall handelt, muss Liv Clive überreden, in dem Fall zu ermitteln. Auf Hollys Gedenkfeier gibt sich einer der Fallschirmspringer Liv als Zombie zu erkennen. Nachdem sie nachweisen können, dass Holly vor dem Absprung betäubt wurde, darf Clive offiziell an dem Fall arbeiten und sie finden heraus, dass Carson McComb, einer der Fallschirmspringer, die Drogen besorgen konnte. Als dieser beschuldigt wird, teilt er den Ermittlern mit, dass Eliza Marquette die Mörderin ist. |           |                                                         |                                          |                      |                                       |                |                                             |              |
| 6 | 6         | Virtueller Realitätsschock                              | Virtual Reality Bites                    | 21. Apr. 2015        | 10. Sep. 2015                         | Dermott Downs  | Gloria Calderon Kellett                     | 1,797 Mio.   |
| Ein Mann wird tot in seiner Wohnung gefunden. Liv erhält sowohl Agoraphobie als auch die Computerkenntnisse des Opfers. Durch eine Vision finden sie heraus, dass er durch einen anaphylaktischen Schock gestorben ist, den der Mörder bewusst hervorgerufen hat. Major und Clive suchen währenddessen weiter nach Hinweisen zu verschwundenen Kindern aus einem Skatepark. Major findet ein Foto vom „Candyman“, auf dem auch Blaine zu sehen ist. Liv und Ravi erkennen, dass Blaine hinter den verschwundenen Kindern steckt. |           |                                                         |                                          |                      |                                       |                |                                             |              |
| 7 | 7         | Muttergefühle                                           | Maternity Liv                            | 28. Apr. 2015        | 17. Sep. 2015                         | Patrick Norris | Bob Dearden                                 | 1,694 Mio.   |
| Eine schwangere sterbende Frau wird von Campern gefunden. Die Frau stirbt, aber das Kind kann gerettet werden. Sie war acht Monate zuvor verschwunden und ihr Freund wurde verdächtigt, etwas mit ihrem Verschwinden zu tun zu haben. Die Ermittlungen ergeben, dass er unschuldig ist und ein Ehepaar noch weitere Frauen gefangen halten. Major bricht das Auto des „Candyman“ auf und wird anschließend verhaftet. |           |                                                         |                                          |                      |                                       |                |                                             |              |
| 8 | 8         | Tod im Radio                                            | Dead Air                                 | 5. Mai 2015          | 24. Sep. 2015                         | Zetna Fuentes  | Aiyana White                                | 1,619 Mio.   |
| Liv hört eine Radiosendung einer Radiomoderatorin, die Beziehungstipps gibt. Liv und Ravi hören, wie die Moderatorin bei laufender Sendung ermordet wird. Peyton und Ravi treffen sich zufällig, als beide versuchen, Major aus dem Gefängnis zu holen. Liv versucht Ravi zu überzeugen, dass Peyton nicht zu ihm passt. Um ein Heilmittel für Zombies herzustellen, hat Ravi Versuche an Ratten durchgeführt und eine Zombieratte erschaffen, von der er gebissen wird. Als Liv später die Wohnung von Lowell verlässt, sieht sie Blaine und bekommt eine Vision von Jerome, der sich in Blaines Auto befindet. |           |                                                         |                                          |                      |                                       |                |                                             |              |
| 9 | 9         | Patrioten-Gehirne                                       | Patriot Brains                           | 12. Mai 2015         | 1. Okt. 2015                          | Guy Bee        | Robert Forman                               | 1,700 Mio.   |
| Die Leiche eines früheren Scharfschützen wird beim Paintball spielen von anderen Spielern gefunden. Die Hauptverdächtigen sind dessen Exfrau und ihr neuer Ehemann. Ravi ist erleichtert, nachdem er feststellt, dass er durch den Biss der Zombieratte nicht infiziert wurde. Der Candyman lauert Major in seinem Haus auf und schafft es zu fliehen, nachdem Major dreimal auf ihn geschossen hat. Liv stellt Lowell zur Rede. Er erklärt, dass er nicht gewusst hat, dass Blaine seine Gehirne von Jugendlichen erhält und sie beschließen, Blaine zu töten. Lowell lockt Blaine zu sich und Liv soll ihn mit einem Scharfschützengewehr töten. Sie tut es aber nicht. Lowell versucht Blaine zu erschlagen, dieser kann sich wehren und tötet Lowell. |           |                                                         |                                          |                      |                                       |                |                                             |              |
| 10 | 10        | Mr. Berserker                                           | Mr. Berserk                              | 19. Mai 2015         | 8. Okt. 2015                          | Jason Bloom    | Deirdre Mangan & Graham Norris              | 1,503 Mio.   |
| Nachdem Blaine Lowell getötet hat, wird Liv von der Polizei befragt. Lieutenant Suzuki unterbricht das Verhör und stoppt die Ermittlungen. Später untersuchen sie den Mord an der Reporterin, die mit Major die vermissten Kinder gesucht hat. Der Fall führt zur Firma Max Rager, die den Energy-Drink herstellt, der wahrscheinlich für den Ausbruch der Zombiekrankheit verantwortlich ist. Als Liv weiter ermittelt, wird sie in eine Falle gelockt und niedergeschlagen. Im Auftrag von Max Rager versucht ein Mann namens Sebastian Liv zu ertränken. Da er aber nicht weiß, dass sie ein Zombie ist, kann Liv ihn überwältigen und fliehen. Major lässt sich in eine Anstalt einweisen, da er denkt, dass er verrückt wird. |           |                                                         |                                          |                      |                                       |                |                                             |              |
| 11 | 11        | Astroburger                                             | Astroburger                              | 26. Mai 2015         | 15. Okt. 2015                         | Michael Fields | Kit Boss                                    | 1,556 Mio.   |
| In der Anstalt findet Major den ermordeten Scott, mit dem er Schach gespielt hat. Major erklärt Liv, dass Scott wahnsinnig war und immer dachte, er würde vom Teufel verfolgt. Außerdem war Scott ein Zeuge beim Lake Washington Vorfall und hat ein Video aufgenommen. Ravi schafft es, ein Heilmittel für Zombieratten zu finden. Um das Handy mit dem Video zu finden, entlässt sich Major selbst und stiehlt eine Ladung Gehirne von Blaine. Er bringt sie zu Liv und erklärt ihr, dass er jeden Zombie, den er findet, töten will. |           |                                                         |                                          |                      |                                       |                |                                             |              |
| 12 | 12        | Tote Ratte, lebende Ratte … (weiße Ratte, braune Ratte) | Dead Rat, Live Rat, Brown Rat, White Rat | 2. Juni 2015         | 22. Okt. 2015                         | Mairzee Almas  | Diane Ruggiero-Wright                       | 1,804 Mio.   |
| In einer Rückblende sieht man wie Sebastian, der durch Livs Blut infiziert wurde, eine Rockband angreift, die ihn mit einem gestohlenen Auto angefahren hat. Er tötet ein Mädchen der Gruppe. Zwei Wochen später ermitteln Liv und Clive in dem Mordfall. Sebastian will Liv töten und taucht in Livs Apartment auf. Er findet nur Peyton vor. Liv kommt etwas später und tötet Sebastian vor den Augen von Peyton. Nachdem Liv ihr erzählt hat, dass sie ein Zombie ist und kurz den Raum verlässt, hat Peyton ihr Apartment verlassen. Währenddessen bemerkt Ravi, dass die geheilte Zombieratte gestorben ist und er startet einen neuen Versuch ein Gegenmittel herzustellen. Major infiltriert Blaines Laden und wird gefangen genommen. Außerdem bewirbt sich Livs Bruder als Aushilfe und wird von Blaine eingestellt. Ein Unbekannter fängt an die restlichen Überlebenden der Rockband zu töten. |           |                                                         |                                          |                      |                                       |                |                                             |              |
| 13 | 13        | Blaine’s World                                          | Blaine’s World                           | 9. Juni 2015         | 29. Okt. 2015                         | Michael Fields | Rob Thomas                                  | 1,446 Mio.   |
| Liv und Clive untersuchen die Morde an den Mitgliedern der Band, nachdem auch Teresa ermordet wurde. Die Ermittlung führt sie zu Max Rager und sie befragen Vaughn Du Clark, der ihnen erzählt, dass Sebastian Meyer schon seit Monaten nicht mehr für Max Rager arbeitet. Dem Zuschauer wird gezeigt, dass Vaughn weiß, dass Zombies durch eine Mischung des Max Rager Energy-Drinks und der Utopium-Droge entstanden sind. Er setzt sich dafür ein, einen neuen Energy-Drink namens Super Max herzustellen. Zwischenzeitlich hat Ravi ein experimentelles Heilmittel hergestellt und gibt es Liv. Das Heilmittel besteht aus einer bis zwei Dosen und kann, laut Ravi, zunächst nicht reproduziert werden. Major schafft es sich zu befreien als Blaine seinen Laden verlässt und tötet die gesamte Belegschaft des Ladens. Blaine kehrt zurück und fügt Major eine tödliche Wunde zu. Liv kommt dazu und spritzt Blaine das Gegenmittel, damit er keine weiteren Menschen infizieren kann. Sie kann Major retten, indem sie ihn in einen Zombie verwandelt. Da Major aber die Verwandlung nicht will, verabreicht im Liv kurze Zeit später den Rest des Gegenmittels. |           |                                                         |                                          |                      |                                       |                |                                             |              |

## Staffel 2
Die Erstausstrahlung der zweiten Staffel war vom 6. Oktober 2015 bis zum 12. April 2016 auf dem US-amerikanischen Fernsehsender The CW zu sehen. Die deutschsprachige Erstausstrahlung sendete der deutsche Free-TV-Sender sixx vom 2. Juni bis zum 6. Oktober 2016.
| Nr. (ges.) | Nr. (St.) | Deutscher Titel                    | Originaltitel                            | Erstausstrahlung USA | Deutschsprachige Erstausstrahlung (D) | Regie          | Drehbuch                            | Quoten (USA) |
| ---------- | --------- | ---------------------------------- | ---------------------------------------- | -------------------- | ------------------------------------- | -------------- | ----------------------------------- | ------------ |
| 14         | 1         | Mürrische alte Liv                 | Grumpy Old Liv                           | 6. Okt. 2015         | 2. Juni 2016                          | Michael Fields | Rob Thomas                          | 1,530 Mio.   |
| 15         | 2         | Zombie Bro                         | Zombie Bro                               | 13. Okt. 2015        | 9. Juni 2016                          | John Kretchmer | Diane Ruggiero-Wright               | 1,222 Mio.   |
| 16         | 3         | Die echt tote Hausfrau von Seattle | Real Dead Housewife of Seattle           | 20. Okt. 2015        | 16. Juni 2016                         | Jason Bloom    | Kit Boss                            | 1,285 Mio.   |
| 17         | 4         | Das tote Cowgirl                   | Even Cowgirls Get The Black and Blues    | 27. Okt. 2015        | 23. Juni 2016                         | Matt Barber    | Deirdre Mangan                      | 1,471 Mio.   |
| 18         | 5         | Liebe & Basketball                 | Love & Basketball                        | 3. Nov. 2015         | 30. Juni 2016                         | Michael Fields | Bob Dearden                         | 1,434 Mio.   |
| 19         | 6         | Maximaler Einsatz                  | Max Wager                                | 10. Nov. 2015        | 7. Juli 2016                          | John Kretchmer | Graham Norris                       | 1,404 Mio.   |
| 20         | 7         | Abrakadaver                        | Abra Cadaver                             | 17. Nov. 2015        | 14. Juli 2016                         | Viet Nguyen    | Justin Halpern & Patrick Schumacker | 1,174 Mio.   |
| 21         | 8         | Die Stalkerin                      | The Hurt Stalker                         | 1. Dez. 2015         | 21. Juli 2016                         | Michael Wale   | Sara Saedi                          | 1,547 Mio.   |
| 22         | 9         | Cape Town                          | Cape Town                                | 8. Dez. 2015         | 28. Juli 2016                         | Mairzee Almas  | Diane Ruggiero-Wright               | 1,367 Mio.   |
| 23         | 10        | Zombie High                        | Method Head                              | 12. Jan. 2016        | 4. Aug. 2016                          | Mark Piznarski | Kit Boss                            | 1,170 Mio.   |
| 24         | 11        | Fifty Shades of Hirn               | Fifty Shades of Grey Matter              | 2. Feb. 2016         | 11. Aug. 2016                         | Mairzee Almas  | Deirdre Mangan                      | 1,428 Mio.   |
| 25         | 12        | Online-Liv                         | Physician, Heal Thy Selfie               | 9. Feb. 2016         | 18. Aug. 2016                         | Zetna Fuentes  | Bisanne Masoud & Talia Gonzalez     | 1,426 Mio.   |
| 26         | 13        | Faustdicke Lügen                   | The Whopper                              | 16. Feb. 2016        | 25. Aug. 2016                         | Michael Fields | Rob Thomas                          | 1,249 Mio.   |
| 27         | 14        | Koffein und Sonnenschein           | Eternal Sunshine of the Caffeinated Mind | 23. Feb. 2016        | 1. Sep. 2016                          | Jason Bloom    | Kit Boss                            | 1,445 Mio.   |
| 28         | 15        | Stichhaltige Theorien              | He Blinded Me… with Science              | 22. März 2016        | 8. Sep. 2016                          | Dan Etheridge  | John Enbom                          | 1,212 Mio.   |
| 29         | 16        | Gib mir Süßes, Zombie              | Pour Some Sugar, Zombie                  | 29. März 2016        | 15. Sep. 2016                         | Mairzee Almas  | Diane Ruggerio-Wright               | 1,253 Mio.   |
| 30         | 17        | Wie Liv früher einmal war          | Reflections of the Way Liv Used to Be    | 5. Apr. 2016         | 22. Sep. 2016                         | Michael Fields | Bob Dearden                         | 1,071 Mio.   |
| 31         | 18        | Mitwisser                          | Dead Beat                                | 12. Apr. 2016        | 29. Sep. 2016                         | John Kretchmer | John Enbom                          | 1,363 Mio.   |
| 32         | 19        | Zombie-Ausbruch                    | Salivation Army                          | 12. Apr. 2016        | 6. Okt. 2016                          | Michael Fields | Bob Dearden                         | 1,221 Mio.   |

## Staffel 3
Die Erstausstrahlung der dritten Staffel war vom 4. April bis zum 27. Juni 2017 auf dem US-amerikanischen Fernsehsender The CW zu sehen. Die deutschsprachige Erstausstrahlung sendete der deutsche Free-TV-Sender sixx vom 19. Oktober bis zum 28. Dezember 2017.
| Nr. (ges.) | Nr. (St.) | Deutscher Titel                      | Originaltitel                         | Erstausstrahlung USA | Deutschsprachige Erstausstrahlung (D) | Regie          | Drehbuch                           | Quoten (USA) |
| ---------- | --------- | ------------------------------------ | ------------------------------------- | -------------------- | ------------------------------------- | -------------- | ---------------------------------- | ------------ |
| 33         | 1         | Apokalypse noch nicht                | Heaven Just Got a Little Bit Smoother | 4. Apr. 2017         | 19. Okt. 2017                         | Dan Etheridge  | Rob Thomas                         | 0,946 Mio.   |
| 34         | 2         | Zombie ist der Beste                 | Zombie Knows Best                     | 11. Apr. 2017        | 26. Okt. 2017                         | Jason Bloom    | Diane Ruggiero-Wright              | 0,869 Mio.   |
| 35         | 3         | Eat, Pray, Liv                       | Eat, Pray, Liv                        | 18. Apr. 2017        | 2. Nov. 2017                          | Mairzee Almas  | Graham Norris                      | 0,753 Mio.   |
| 36         | 4         | Gerüchteküche                        | Wag the Tongue Slowly                 | 25. Apr. 2017        | 9. Nov. 2017                          | Viet Nguyen    | Kit Boss                           | 0,970 Mio.   |
| 37         | 5         | Ich leg dich über’s Knie, Schätzchen | Spanking the Zombie                   | 2. Mai 2017          | 16. Nov. 2017                         | Tessa Blake    | Sara Saedi                         | 0,925 Mio.   |
| 38         | 6         | Chaos in den Tod                     | Some Like it Hot Mess                 | 9. Mai 2017          | 23. Nov. 2017                         | Rico Colantoni | John Enbom                         | 0,967 Mio.   |
| 39         | 7         | Der zu gute Zuhörer                  | Dirt Nap Time                         | 16. Mai 2017         | 30. Nov. 2017                         | Michael Fields | Deirdre Mangan                     | 0,862 Mio.   |
| 40         | 8         | Tödliche Flammen                     | Eat a Knievel                         | 23. Mai 2017         | 7. Dez. 2017                          | Michael Wale   | John Bellina                       | 0,983 Mio.   |
| 41         | 9         | Würfel mit 20 Seiten                 | Twenty Sided, Die                     | 30. Mai 2017         | 14. Dez. 2017                         | Jason Bloom    | Kit Boss                           | 0,920 Mio.   |
| 42         | 10        | Totgesagte Leben länger              | Return of the Dead Guy                | 6. Juni 2017         | 21. Dez. 2017                         | Viet Nguyen    | Talia Gonzalez & Bisanne Masoud    | 0,711 Mio.   |
| 43         | 11        | Verschwörungstheorien                | Conspiracy Weary                      | 13. Juni 2017        | 28. Dez. 2017                         | Mark Piznarski | Bob Dearden                        | 0,783 Mio.   |
| 44         | 12        | Abschiedsparty                       | Looking for Mr. Goodbrain, Part 1     | 20. Juni 2017        | 28. Dez. 2017                         | Michael Fields | Diane Ruggiero-Wright & John Enbom | 0,766 Mio.   |
| 45         | 13        | Tag der Enthüllung                   | Looking for Mr. Goodbrain, Part 2     | 27. Juni 2017        | 28. Dez. 2017                         | Dan Etheridge  | Rob Thomas                         | 0,861 Mio.   |

## Staffel 4
Die Erstausstrahlung der vierten Staffel war vom 26. Februar bis zum 28. Mai 2018 auf dem US-amerikanischen Fernsehsender The CW zu sehen. Die deutschsprachige Erstausstrahlung sendete der deutsche Free-TV-Sender sixx vom 20. September bis zum 13. Dezember 2018.
| Nr. (ges.) | Nr. (St.) | Deutscher Titel                   | Originaltitel                         | Erstausstrahlung USA | Deutschsprachige Erstausstrahlung (D) | Regie           | Drehbuch                             | Quoten (USA) |
| ---------- | --------- | --------------------------------- | ------------------------------------- | -------------------- | ------------------------------------- | --------------- | ------------------------------------ | ------------ |
| 46         | 1         | Bereit für die Zombies?           | Are You Ready for Some Zombies        | 26. Feb. 2018        | 20. Sept. 2018                        | Dan Etheridge   | Rob Thomas                           | 0,986 Mio.   |
| 47         | 2         | Blaues Blut                       | Blue Bloody                           | 5. März 2018         | 27. Sept. 2018                        | Michael Fields  | Dean Lorey                           | 0,786 Mio.   |
| 48         | 3         | Hirnlos in Seattle (1)            | Brainless in Seattle, Part 1          | 12. März 2018        | 4. Okt. 2018                          | Michael Wale    | Heather V. Regnier                   | 0,755 Mio.   |
| 49         | 4         | Hirnlos in Seattle (2)            | Brainless in Seattle, Part 2          | 19. März 2018        | 11. Okt. 2018                         | Michael Fields  | Heather V. Regnier                   | 0,734 Mio.   |
| 50         | 5         | Zombies on Ice                    | Goon Struck                           | 26. März 2018        | 18. Okt. 2018                         | Joaquin Sedillo | Bob Dearden                          | 0,715 Mio.   |
| 51         | 6         | My Really Fair Lady               | My Really Fair Lady                   | 9. Apr. 2018         | 25. Okt. 2018                         | Tessa Blake     | Graham Norris                        | 0,797 Mio.   |
| 52         | 7         | Im Netz des Playboys              | Don’t Hate the Player, Hate the Brain | 16. Apr. 2018        | 1. Nov. 2018                          | Tuan Quoc Le    | Sara Saedi                           | 0,814 Mio.   |
| 53         | 8         | Ritterschlag                      | Chivalry Is Dead                      | 23. Apr. 2018        | 8. Nov. 2018                          | Jason Bloom     | Diane Ruggiero-Wright                | 0,681 Mio.   |
| 54         | 9         | Mc Livmore                        | Mac-Liv-Moore                         | 30. Apr. 2018        | 15. Nov. 2018                         | LL Hayter       | Talia Gonzalez & Bisanne Masoud      | 0,682 Mio.   |
| 55         | 10        | Auf die harte Tour                | Yipee Ki Brain, Motherscratcher!      | 7. Mai 2018          | 22. Nov. 2018                         | Rico Colantoni  | Chelsea Catalanotto                  | 0,778 Mio.   |
| 56         | 11        | Wer früher stirbt, ist länger tot | Insane in the Germ Brain              | 14. Mai 2018         | 29. Nov. 2018                         | Jude Weng       | Dean Lorey                           | 0,718 Mio.   |
| 57         | 12        | Der geheime Unterschlupf          | You’ve Got to Hide Your Liv Away      | 21. Mai 2018         | 6. Dez. 2018                          | Jason Bloom     | Diane Ruggiero-Wright & John Bellina | 0,637 Mio.   |
| 58         | 13        | Die Guten sterben immer zuerst    | And He Shall Be a Good Man            | 28. Mai 2018         | 13. Dez. 2018                         | Dan Etheridge   | Rob Thomas                           | 0,737 Mio.   |

## Staffel 5
Die Erstausstrahlung der fünften Staffel war vom 2. Mai bis zum 1. August 2019 auf dem US-amerikanischen Fernsehsender The CW zu sehen. Die deutschsprachige Erstausstrahlung sendete der deutsche Free-TV-Sender sixx vom 27. Februar 2020 bis zum 2. April 2020.
| Nr. (ges.) | Nr. (St.) | Deutscher Titel           | Originaltitel             | Erstausstrahlung USA | Deutschsprachige Erstausstrahlung (D) | Regie             | Drehbuch                        | Quoten (USA) |
| ---------- | --------- | ------------------------- | ------------------------- | -------------------- | ------------------------------------- | ----------------- | ------------------------------- | ------------ |
| 59         | 1         | Märtyrer                  | Thug Death                | 2. Mai 2019          | 27. Feb. 2020                         | Dan Etheridge     | Rob Thomas                      | 0,726 Mio.   |
| 60         | 2         | Sport ist Mord            | Dead Lift                 | 9. Mai 2019          | 27. Feb. 2020                         | Michael Fields    | Philip Hoover & Jacob Farmer    | 0,580 Mio.   |
| 61         | 3         | Der große Tanz des Lebens | Five, Six, Seven, Ate!    | 16. Mai 2019         | 5. März 2020                          | Viet Nguyen       | Diane Ruggiero-Wright           | 0,568 Mio.   |
| 62         | 4         | Smart Zombie              | Dot Zom                   | 23. Mai 2019         | 5. März 2020                          | Michael Wale      | John Enbom                      | 0,693 Mio.   |
| 63         | 5         | Der Tod kommt schnell     | Death Moves Pretty Fast   | 30. Mai 2019         | 12. März 2020                         | Linda-Lisa Hayter | Bob Dearden                     | 0,669 Mio.   |
| 64         | 6         | Das wahre Monster         | The Scratchmaker          | 6. Juni 2019         | 12. März 2020                         | Malcolm Goodwin   | Joshua Levy & Prathi Srinivasan | 0,674 Mio.   |
| 65         | 7         | Tod à la carte            | Filleted to Rest          | 13. Juni 2019        | 19. März 2020                         | Michael Fields    | Chelsea Catalanotto             | 0,703 Mio.   |
| 66         | 8         | Tod eines Autohändlers    | Death of a Car Salesman   | 20. Juni 2019        | 19. März 2020                         | Jason Bloom       | Christina de Leon               | 0,599 Mio.   |
| 67         | 9         | Girlpower                 | The Fresh Princess        | 27. Juni 2019        | 26. März 2020                         | Tessa Blake       | John Bellina                    | 0,618 Mio.   |
| 68         | 10        | Die Ratten von Seattle    | Night and the Zombie City | 11. Juli 2019        | 26. März 2020                         | Tuan Le           | Bob Dearden                     | 0,574 Mio.   |
| 69         | 11        | Killer Queen              | Killer Queen              | 18. Juli 2019        | 27. März 2020                         | Jude Weng         | John Enbom & Kit Boss           | 0,714 Mio.   |
| 70         | 12        | Auf Beutetour             | Bye, Zombies              | 25. Juli 2019        | 2. Apr. 2020                          | Michael Wale      | Diane Ruggiero-Wright           | 0,611 Mio.   |
| 71         | 13        | Genießt die Ewigkeit      | All’s Well That Ends Well | 1. Aug. 2019         | 2. Apr. 2020                          | Jason Bloom       | Rob Thomas                      | 0,749 Mio.   |